# Felicita Tocto
Felicita Madaleine Tocto Guerrero (Chirinos, Cajamarca; 4 de agosto de 1990) es una abogada y política peruana. Fue congresista de la república durante el periodo parlamentario 2020-2021.

## Biografía
Felicita Madaleine Tocto Guerrero nació en la localidad de Chirinos - San Ignacio, Cajamarca. Realizó sus estudios primarios en el Colegio I.E. 16488 y secundarios en el Colegio «Jorge Basadre Grohmann» en el distrito de Chirinos. Posteriormente, culminó sus estudios de Derecho en la Universidad Señor de Sipán.

## Carrera política
En 2014, postuló sin éxito a la alcaldía de Chirinos, por el partido Alianza para el Progreso de César Acuña. En 2018 nuevamente, postuló sin éxito a la alcaldía de Chirinos, por el partido  regional Movimiento de Afirmación Social de Gregorio Santos.

### Congresista
En las elecciones extraordinarias de 2020 fue elegida congresista en representación de Cajamarca por el partido Somos Perú  en calidad de invitada para el periodo complementario 2020-2021. Fue elegida con 9996 votos.
Durante el Segundo proceso de vacancia presidencial contra Martín Vizcarra, Tocto votó a favor de la declaratoria de incapacidad moral de Martín Vizcarra. La vacancia fue aprobada por 105 parlamentarios el 9 de noviembre de 2020.
Posteriormente dejó la bancada y renunció al partido Somos Perú, donde luego junto con 4 congresistas renunciantes decidieron formar el grupo parlamentario denominado Descentralización Democrática.

### Candidata al Gobierno Regional de Cajamarca en el 2022
Fue candidata al puesto de gobernadora regional de Cajamarca en las elecciones regionales de 2022 con el partido político Frente de la Esperanza 2021, quedando en el quinto lugar.